# Charlotte Ryan
Charlotte "Lottie" Ryan es un personaje ficticio de la serie de televisión australiana Home and Away, interpretada por la actriz Morgan Weaving desde el 16 de abril del 2012, hasta el 27 de julio del mismo año. Morgan regresó a la serie el 10 de septiembre del 2012

## Biografía
Charlotte llega por primera vez a la bahía junto a su madre Melissa "Mel" Gregg luego de que su madre decidiera mudarse, Lottie se reúne con su padre Harvey Ryan en el restaurante Angelo's ahí Harvey le pide disculpas por no haber estado con ella todo este tiempo. Poco después Mel le revela a Lottie que su padre está saliendo con Ruth "Roo" Stewart y Lottie se da cuenta de que no le ha contado nada acerca de ella. Más tarde Lottie pasa todo el día con Harvey y Roo y terminan regalándole un celular, lo cual molesta a Mel.
Lottie conoce a Dexter Walker en el Diner y juegan ajedrez juntos, cuando Lottie gana el dinero que apostaron decide dárselo a su padre por el teéfono que este le había regalado así su madre no continuaría molesta con él. Poco después Lottie le pregunta a Dex si puede ser su tutor y él acepta, sin embargo luego cancela cuando Dex va a ayudar a su ex April Scott. 
Más tarde Lottie le cuenta a Dex acerca de la muerte de su hermano menor, Ben quien murió ahogado y este decide ayudarla con su tarea de ciencias, ambos comienzan a salir pero poco después Dex termina con ella cuando se da cuenta de que todavía tiene sentimientos por Arpil. 